# 卡里斯图斯的安提哥诺斯
安提戈努斯 (卡鲁斯图斯)，（英語：Antigonus of Carystus），约活动于公元前3世纪后期。古希腊作家之一。古希腊卡鲁斯图斯人，为青铜匠及同时代哲学家的传记作家（他为此赢得名望）。他另著有论述艺术作品。他的作品现仅存有残篇。

## 扩展阅读
- Text in Keller, Rerum Naturalium Scriptores Graeci Minores, i. (1877)
- Kopke, De Antigono Carystio (1862)
- Wilamowitz-Mollendorff, "A. von Karystos," in Philologische Untersuchungen, iv. (1881).
- 本条目包含来自公有领域出版物的文本: Chisholm, Hugh (编).  (第11版). London: Cambridge University Press. 1911.